# Temréqa
 (octobre 2024).
La temréqa[Quoi ?]'[réf. nécessaire], marqa, également appelée douez [réf. nécessaire] dans certaines régions du Maroc et marga en Algérie et Tunisie[réf. nécessaire], est un plat maghrébin[réf. nécessaire].
Ce plat chaud est composé d'une viande (poulet, agneau, veau) entourée de légumes comme des pommes de terre, des carottes, des tomates, des oignons, des petits pois et parfois des haricots verts. Le tout est disposé sur une sauce composée d'huile d'olive, d'eau et d'assaisonnements comme du curcuma, du safran, du poivre, du sel, de l'ail, du persil.
Ce plat est très souvent consommé au sein des ménages du Maghreb[réf. nécessaire] pour ses saveurs et pour sa rapidité de préparation[réf. nécessaire].
Le nom temréqa[Quoi ?]'[réf. nécessaire] en marocain provient du verbe associé à l'action de manger ce plat[réf. nécessaire].